# وام و سود در یهودیت
وام و سود در یهودیت موضوعی پیچیده و دارای جزئیات است. الفاظ زبان عبری کتاب مقدس برای بهره نشخ (عبری: נשך‎), به معنای لفظی گاز (گرفتگی), و مربیت/تربیت (מרבית‎/תרבית) هستند، که مشخصاً به عواید وام دهندگان اشاره دارند؛ منظور از نشخ سودیست که از پول وام داده شده، پیش از اعطای آن به وام گیرنده به عنوان هزینه از آن کم می‌شود در حالیکه مربیت/تربیت به سودی اشاره دارد که به مبلغی افزوده می‌شود که قرار است بازپرداخته شود. واژهٔ مربیت/تربیت, که به نوعی از سود که امروزه به کار می‌رود نزدیک تر است بعدها در عبری مدرن تبدیل به ریبیت (ריבית) شد. این واژه مشابه واژه زبان عربی ربا است که در قرآن به کار رفته است.
تورات و تلمود سفارش می‌کنند وام وام‌هایی داده شود که سود در آن درگیر نباشد؛ ولی طبق هلاخا (شریعت یهود) دادن وام‌های بدون سود فقط به دیگر یهودیان لازم است. مجاز است به غیر یهودیان وام‌های با سود پرداخت شود. سودگرفتن در کتاب حزقیال در زمرهٔ بدترینِ گناهان طبقه‌بندی شده، و بر اساس هلاخا ممنوع است. تلمود به محکوم کردن سود در حزقیال مشخصاً اشاره کرده، که در آن حزقیال از این کار اعلام بیزاری می‌کند و به طور استعاری رباخواران را همچون کسانی به تصویر می‌کشد که خون می‌ریزند.